# 伯尔尼老城
伯尔尼古城，是采林根公爵贝特霍尔德五世（Berthold V）于1191年在阿勒河畔建造的一座城市，现在为瑞士伯尔尼的旧城区。城市建造于三面环河的小山上，从建成起一直到15世纪都保持紧凑的格局。直到1405城市大部分毁于火灾。后又在砂岩上重建，主体建筑一般都建于18世纪。目前仍保留大部分中世纪的面貌，并与现代城市的机能巧妙地融合。1983年被列为世界文化遗产。當前老城內的眾多建築以及整個老城都被指定為瑞士國家級文化財產。

## 地區

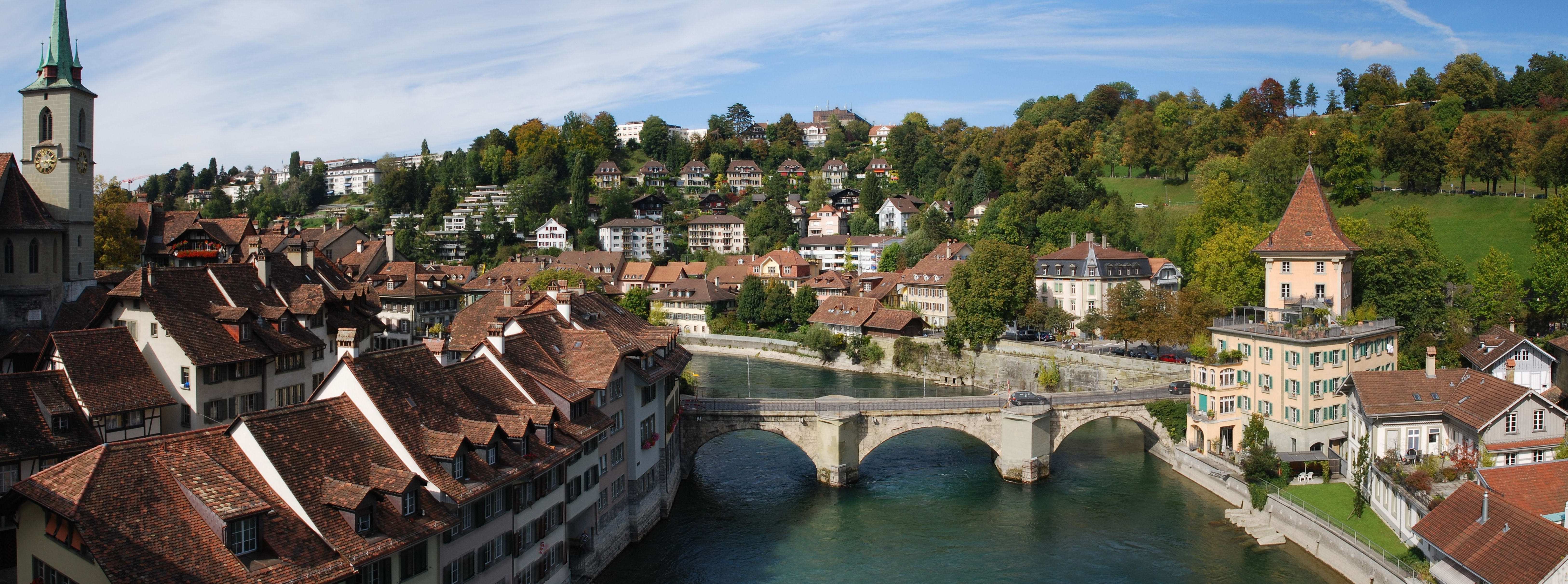
下門橋，是伯爾尼阿勒河上最古老的橋樑。

伯尔尼古城在歷史上被細分為四個地區，其中市中心和最古老的街區是哲林根區（Zähringerstadt ），這是1191年由哲林根王朝所建立，為瑞士在中世紀時的主要政治、經濟和精神中心，官方建築設置於十字巷周圍，教會建築則位於大教堂巷和領主巷，行會和商人商店則聚集在雜貨店巷周圍) 此外也有居住貴族和重要人士的房舍聚集於此。
第二古老的街區為內新城（Innere Neustadt），是建於1255年城市首次向擴張期間的新城鎮，位於東邊的尼德格斯塔登和馬特誇蒂埃區（Nydeggstalden and the Mattequartier ）則是於1360年落成，是工作坊和商業區域的聚集地，在20世紀初曾在此建造了一座小型水力發電廠。能夠讓乘船在阿勒河畔允許裝載貨物。最年輕的街區為外新城 (Äußere Neustadt) 過去曾為農牧業為主，現代則並設置熱鬧的啤酒花園、雞尾酒吧和同志夜店等。

## 重要建築
雖然整個伯爾尼老城都被聯合國教科文組織列為世界遺產，但市內還有許多許多重要意義的建築和噴泉，因此所有老城範圍建築也被列入瑞士国家和区域重要文化财产名录：

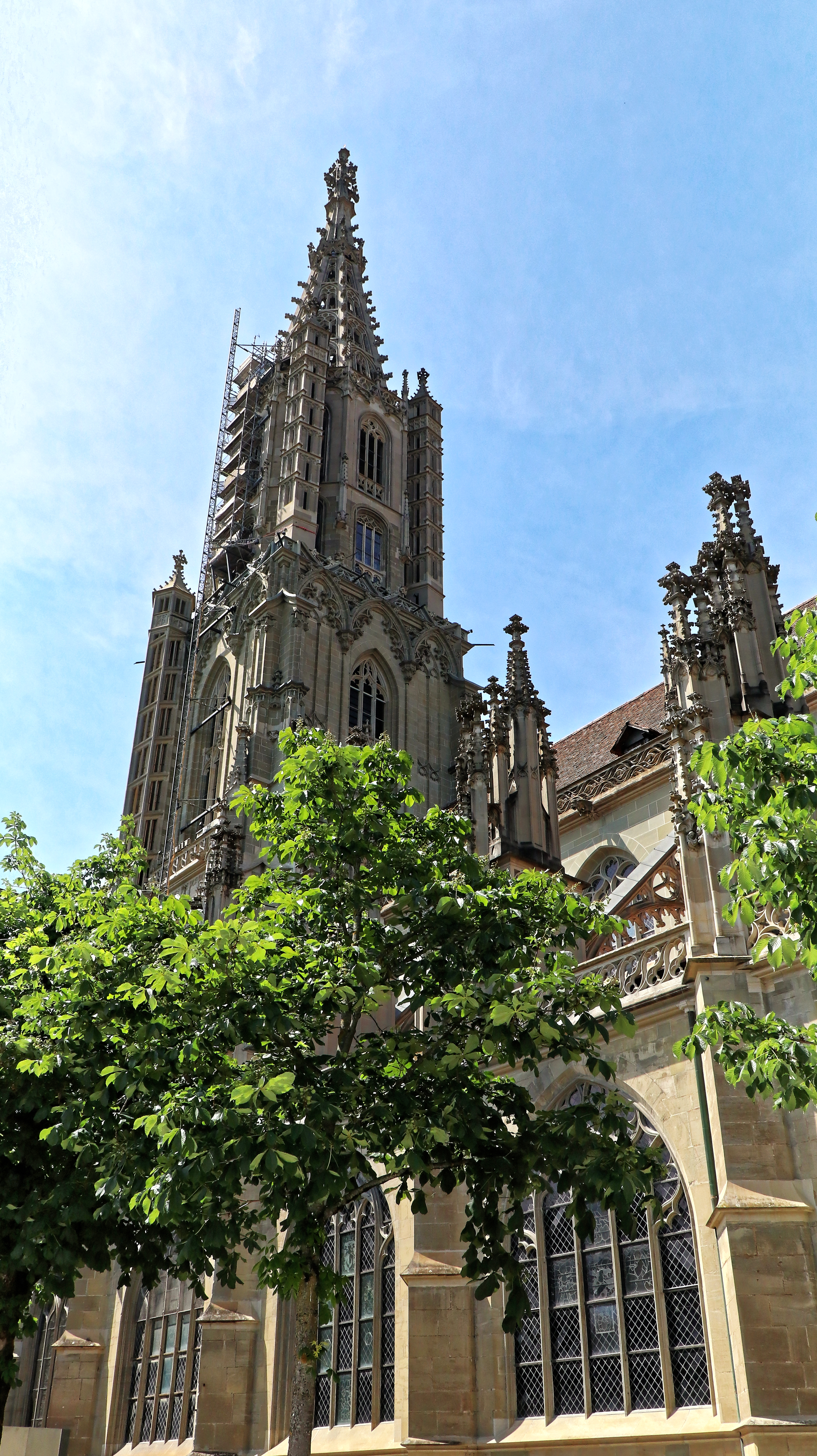
伯爾尼大教堂
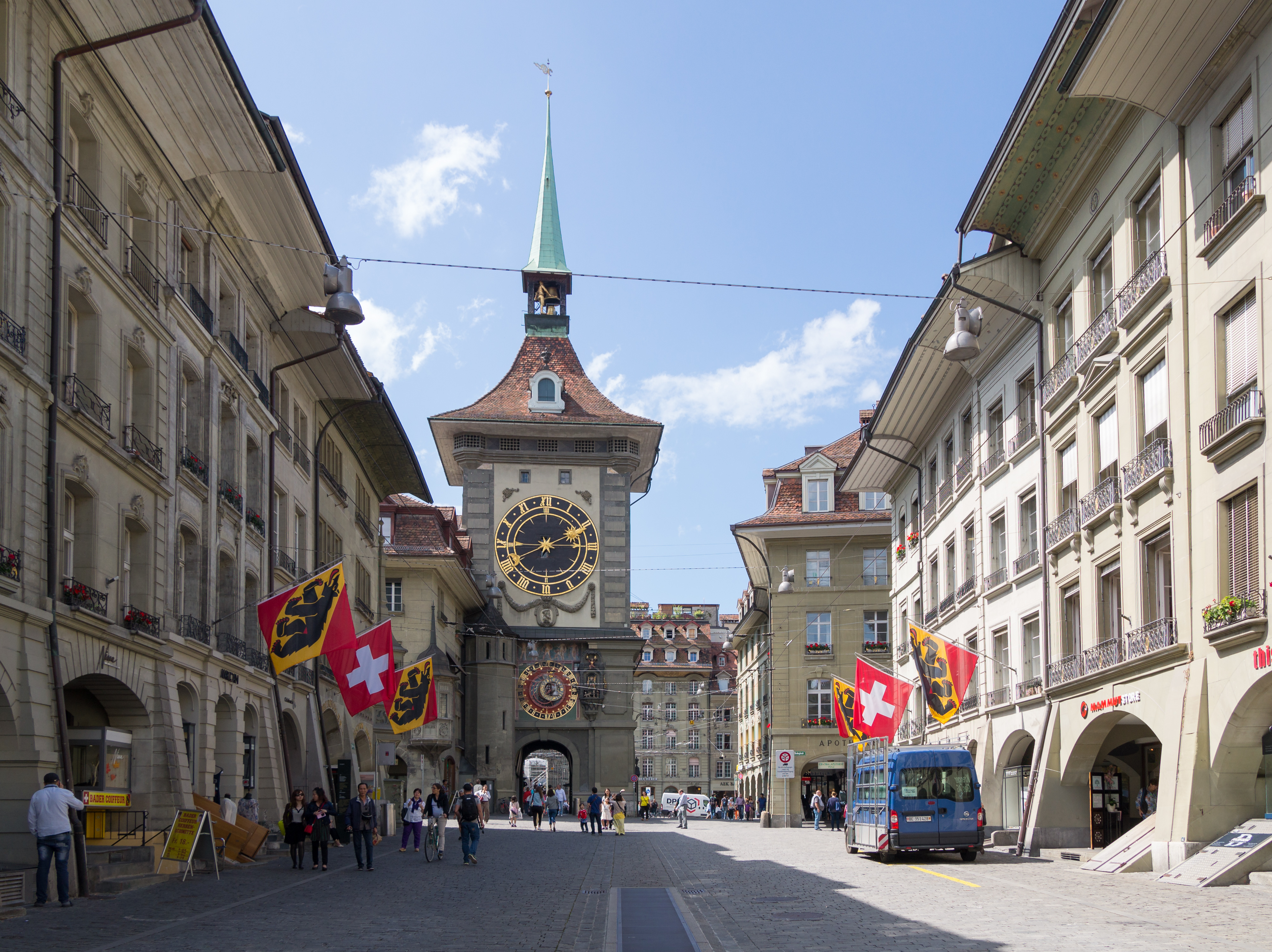
時鐘塔
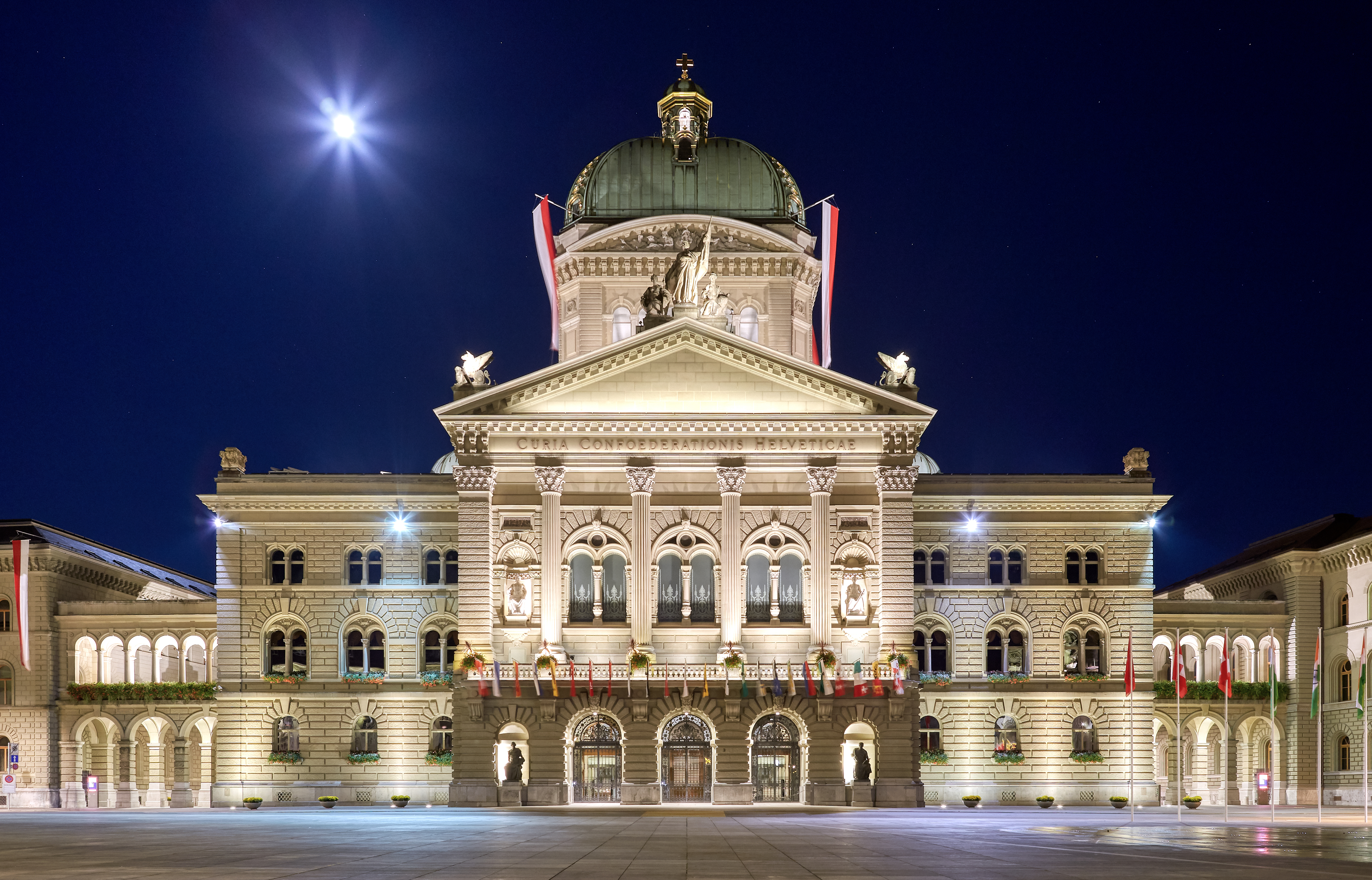
聯邦宮
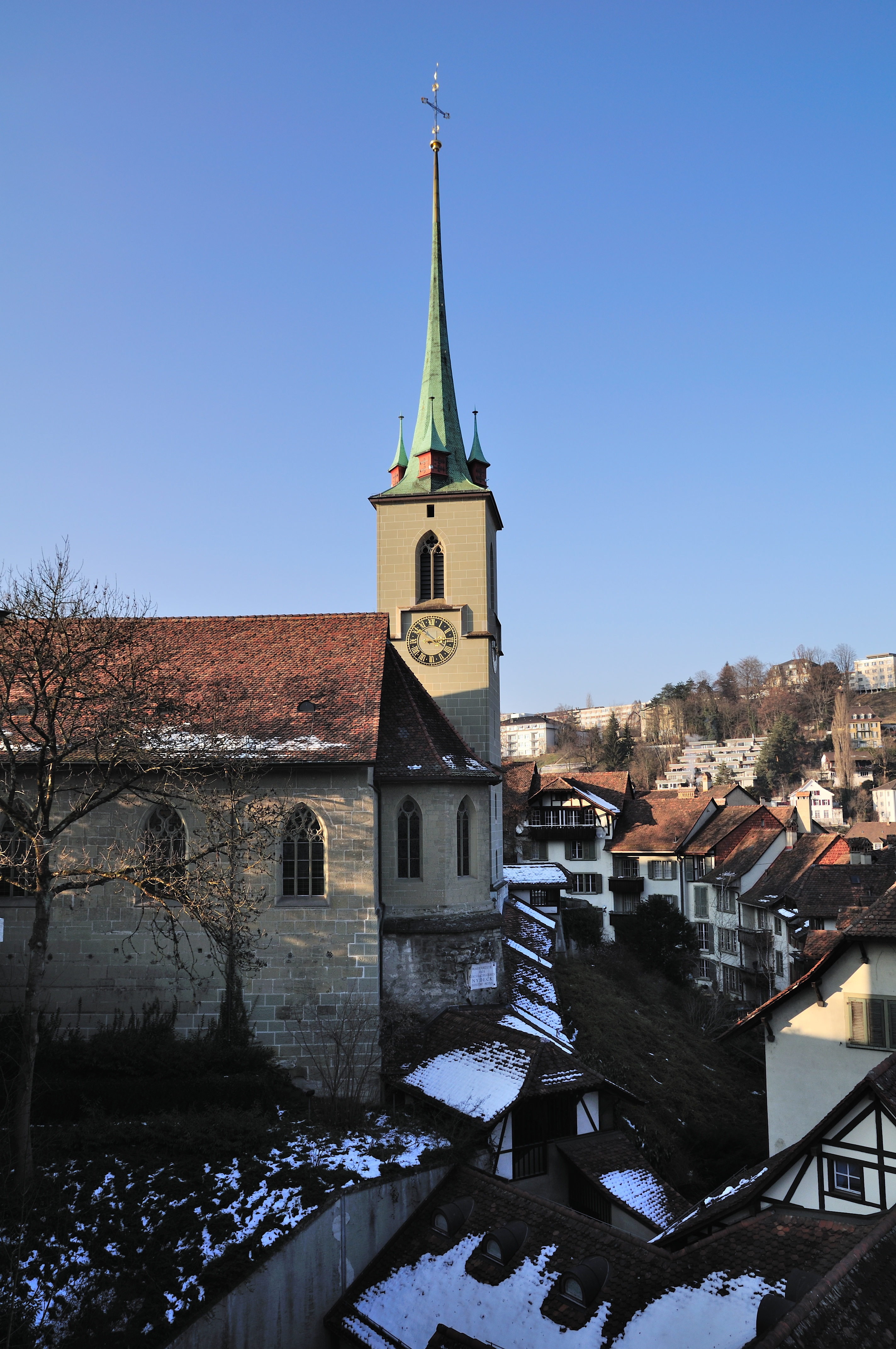
尼德格教堂